# 科幻小说列表
世界各地的科幻小说发展很不均衡，也各有其不同的历史渊源和艺术风格。以下是世界各国重要的科幻小说作家及其主要作品，还有主流的科幻杂志。

## 亚洲

### 中国大陆

#### 清末及民国时期
- 荒江钓叟（笔名，真人不可考）:《月球殖民地小说》（1904年，中国第一部科幻小说，未完成）[1]

- 徐念慈：《新法螺先生谭》（1905年，中国第一部完整科幻小说）[1]
- 陆士谔：《新中国》《新野叟曝言》
- 吳趼人：《新石头记》《光绪万年》
- 包天笑：《世界末日记》《空中战争未来记》
- 老舍：《猫城记》
- 顾均正：《伦敦奇疫》《和平的梦》《在北极底下》

#### 中华人民共和国时期
- 张然：《梦游太阳系》（1950年，中华人民共和国时期第一篇科幻小说）
- 郑文光：《从地球到火星》（1954年，第一次使用科学幻想小说的称呼）《飞向人马座》《神翼》《战神的后裔》

- 童恩正：《古峡迷雾》《雪山魔笛》《珊瑚岛上的死光》
- 肖建亨：《谜一样的地方》《奇异的机器狗》《密林虎踪》《梦》《金星人之谜》《特殊任务》《布克的奇遇》[2]
- 刘兴诗：《美洲来的哥伦布》《星孩子》《虎孩》《辛伯达太空浪游记》
- 叶永烈 ：《小灵通漫游未来》（1978年，文革之后第一部科幻小说）《飞向冥王星的人》， 金明、戈亮科幻刑侦系列：《秘密纵队》
- 魏雅华：《温柔之乡的梦》《神奇的瞳孔》《丢失的梦》
- 王晋康
  - 长篇小说：《类人》《蚁生》《十字》《与吾同在》
  - 中短篇小说：《亚当回归》《天火》《豹》《水星播种》《西奈噩梦》《替天行道》《天火》《生命之歌》《七重外壳》《三色世界》《拉格朗日坟墓》
- 刘慈欣
  - 长篇小说：《超新星纪元》《球状闪电》，三体三部曲：《三体》《三体II：黑暗森林》《三体III：死神永生》
  - 中短篇小说：《鲸歌》《带上她的眼镜》《流浪地球》《乡村教师》《微纪元》《全频带阻塞干扰》《朝闻道》《赡养上帝》

- 何夕
  - 长篇小说：《天年》
  - 中短篇小说：《光恋》《平行》《异域》《爱别离》《六道众生》《伤心者》《天生我材》《十亿年后的来客》《人生不相见》
- 韩松
  - 长篇小说：《2066年之西行漫记》《让我们一起寻找外星人》《红色海洋》《地铁》
  - 中短篇小说：《宇宙墓碑》《我的祖国不做梦》《美女狩猎指南》《鬼的现场调查》《绿岸山庄》《地铁惊变》《天堂里没有地下铁》
- 星河
  - 长篇小说：《网络游戏联军》《月海基地》《太空城》《寻找记忆》《残缺的磁痕》
  - 中短篇小说：《带心灵去约会》《命殒天涯》《握别在左拳还原之前》《时间足够你爱》《潮啸如枪》《决斗在网络》《时空死结》
- 吴岩：《心灵探险》《生死第六天》
- 郑军：《灾难群岛》《生命之网》《人形武器》
- 绿杨：长篇《鲁文基系列》
- 柳文扬：《一日囚》《黛茜救我》《圣诞礼物》《毒蛇》《一线天》《废楼13层》
- 刘维佳：《我要活下去》《高塔下的小镇》
- 潘海天：《克隆之城》《偃师传说》《大角快跑》
- 赵海虹：《伊俄卡斯达》《桦树的眼睛》《时间的彼方》
- 凌晨：《信使》《猫》《潜入贵阳》
- 马伯庸：《寂静之城》
- 长铗：《男人的墓志铭》《昆仑》《674号公路》
- 陈楸帆：《诱饵》《无尽的告别》《荒潮》《迷幻史》
- 迟卉：《归者无路》《虫巢》《伪人算法》《大地的裂痕》《卡勒米安墓场》
- 夏笳：《关妖精的瓶子》《卡门》《永夏之梦》
- 江波：《湿婆之舞》《时空追缉》《移魂有术》

#### 杂志报刊
- 《科幻世界》（前身为《科学文艺》）
  - 《科幻世界》附属衍生杂志《科幻世界•译文版》《科幻世界画刊》（已停刊）《科幻世界惊奇档案》（已停刊）《飞•科幻世界少儿版》（已停刊）
- 《新科幻》（原《科幻大王》）
- 《科幻立方》
- 已停刊杂志报刊：《科学时代》《科学文艺译丛》《科幻海洋》《智慧树》《中国科幻小说报》《世界科幻博览》

### 日本
- 小林泰三《醉步男》《看海的人》
- 矢野徹 《多伦叛乱》
- 小松左京 《日本沉没》 《首都消失》
- 眉村卓 《太空少年》 《星夜》 《消灭的光环》
- 森岡浩之 《星界的紋章》 《星界的戰旗》
- 田中芳树 《銀河英雄傳說》
- 星新一
- 神林長平 《戰鬥妖精雪風》
- 賀東招二 《驚爆危機》
- 谷川流 《涼宮春日系列》
- 葉山透 《9S》
- 有川浩 《圖書館戰爭》
- 三浦勇雄 《萬歲系列》
- 藤原祐 《虛軸少女》
- 日日日 《斷頭人中村奈奈子》
- 川上稔 《終焉的年代記》
- 沖方丁 《殼中少女》
- 奈須蘑菇 《月之珊瑚》
- 筒井康隆 《穿越時空的少女》
- 貴志祐介 《來自新世界》
- 宮部美幸 《蒲生邸事件》

### 台湾
- 張曉風 〈潘渡娜〉
- 张系国 《超人列傳》 《星雲組曲》 《城》三部曲：《五玉碟》《龍城飛將》《一羽毛》
- 黃海 《銀河迷航記 科幻小說集》、《大鼻國歷險記》、《永康街共和國》、《千年烽火奇幻遊》、《秦始皇到台灣神祕事件》、《第四類接觸》、《星星的項練》、《奇異的航行》、《黃海童話》、《誰是機器人》、《地球逃亡》、《時間魔術師》、文明三部曲科幻長篇：《最後的樂園》、《鼠城記》、《天堂鳥》。
- 黃凡 《上帝們 人類浩劫後》
- 葉言都 《海天龍戰 葉言都科幻小說集》
- 林燿德 《雙星浮沈錄》《時間龍》《大日如來》
- 張大春 《病變》《時間軸》
- 蘇逸平 《穿梭時空三千年》《東周時光英豪》《封神時光英豪》《春秋英雄傳說》《惑星世紀》《龍族秘錄》《星艦英雄傳說》《星座時空》《炫光時空學院》《楚星箭戰紀》
- 洪凌 《宇宙奧狄賽》《肢解異獸》《不見天日的向日葵》
- 葉軒 《結構殺人》
- 漠寒渡 《天穹之翼》
- 御我 《1/2王子》《玄日狩》
- 莫仁 《無元世紀系列》

### 香港
- 倪匡 “卫斯理科幻小说系列”
- 黃易 《星際浪子》《封神記》《凌渡宇》系列，超級戰士，龍神等
- 譚劍 《換身殺手》《人形軟體》《光柵謀殺案》
- 喬靖夫《香港關機》
- 陳浩基《S.T.E.P.》（與寵物先生合著）
- 林寶《戰問太平》系列

### 馬來西亞
- 張草 滅亡三部曲：《北京滅亡》《諸神滅亡》《明日滅亡》

## 欧洲

### 法国
- 儒勒·凡尔纳 (Jules Verne) 《海底两万里》《地心歷險記》 《神秘岛》
- Pierre Boulle 《荒诞的故事》《決戰猩球》 《E=mc2》

### 英国
- 赫伯特·乔治·威尔斯 (H.G.Wells)
  - 《最早登上月球的人》
  - 《時間機器》
  - 《星际战争》（或譯《世界大戰》）
- 阿瑟·克拉克 (Arthur C. Clarke)
  - 《枪眼》
  - 《地球之光》
  - 《2001太空漫游》（2001: A Space Odyssey，又译：2001宇宙奥德赛）
  - 《与拉玛相会》
  - 《天堂的喷泉》(The Fountains of Paradise)
- 布里安·阿尔迪斯（英语：Brian Aldiss）
  - 《温室》
  - 《审判》
  - 《唾液树》
  - 《隐生代》
- 瑪麗·雪萊（Mary Shelly）《弗蘭肯斯坦》(或譯《科學怪人》)（Frankenstein）
- 喬治·奧威爾（George Orwell）《一九八四》
- 奥尔德斯·赫胥黎《美麗新世界》
- 道格拉斯·亚当斯系列

### 俄罗斯（前苏联）
- 叶菲列莫夫 《恒星飞船》 《仙女座星云》 《安全刀片》 《丑时》
- 别列亚耶夫 《沉船岛》 《永生粮》 《水陆两栖人》 《跃入虚空》
- 卡赞采夫 《水下太阳》 《月亮的路》 《太空神曲》 《风暴世界》
- 葉夫根尼·扎米亞京 

### 捷克
- 卡雷尔·恰佩克 《万能机器人》（首创的“ROBOTO”一词是英文“robot”的原词）《鲵鱼之乱》 《母亲》

### 波蘭
- 史坦尼斯勞·萊姆《索拉里斯星》、《完美的真空》、《机器人大师》

## 美洲

### 美国
- 阿西莫夫 (Isaac Asimov)
  - 《基地》系列（Foundation）
  - 《我，机器人》(I, Robot)
  - 《夜幕低垂》
  - 《正子人》
- 乔治·卢卡斯 《星際大战》
- 大衛·布林 《水晶天（英语：The Crystal Spheres）》
- 羅伯特·西爾柏格 《机器人俾斯曼》（The  Iron Chancellor）
- 罗伯特·海因莱茵
  - 《异乡异客》(Stranger In A Strange Land)
  - 《星艦戰將》
  - 《严厉的月亮》 (The Moon is a Harsh Mistress)
  - 《傀儡主人》
  - 《替身明星》（Double Star）
  - 《进入盛夏之门》(The Door Into Summer)
  - 《银河系公民》
  - 《双星》（Between Planets）
- 罗伯特·谢克里 短篇小说集
- 罗恩·哈伯德
  - 《地球使命》
  - 《地球战场》
- 娥蘇拉·勒瑰恩
  - 《黑暗的左手》
  - 《一無所有》
- 威廉·吉布森
  - 《神经漫游者》
  - 《模式识别》
  - 《阿伊朵（英语：Idoru）》
- 阿尔弗雷德·贝斯特
  - 《群星，我的归宿》
  - 《被毁灭的人》
- 菲利普·K·迪克
  - 《机器人梦到电动羊了吗?》
  - 《少数派报告》
  - 《高堡奇人》
  - 《流吧！我的眼泪》
  - 《尤比克》
- 弗兰克·赫伯特
  - 《海里的龙》
  - 两个《沙丘》三部曲
- 埃德加·赖斯·巴勒斯 《火星公主》
- 安东尼·伯吉斯 《发条橙》
- 雷·布雷德伯里
  - 《火星纪事》（火星编年史）(The Martian Chronicles)
  - 《華氏451度》
- 弗诺·文奇
  - 《真名实姓》（True Names）
  - 《深渊上的火》（A Fire upon the Deep）
  - 《天淵》（A Deepness in the Sky）
- 哈里·哈里森 《不锈钢鼠历险记（英语：The Stainless Steel Rat）》
- 波尔·安德森
  - 《敌对的群星》(The Enemy Stars)
  - 《有去无回的行星》
- 班·保華（英语：Ben Bova）
  - 《星球征服者》( The Star Conquerors)
  - 《星球守望者》(Star Watcher)
- 奥森·斯科特·卡德
  - 安德·维京系列：《安德的游戏》（Ender's Game）
  - 《死者代言人》（Speaker For The Dead）
  - 《屠异》（Xenocide）
  - 《意念之子》（Children of The Mind）
  - 《安德闇影》(Ender's Shadow)
  - 《霸主的影子》（Shadow of the Hegemon）
  - 《影子傀儡》（Shadow Puppets）
- 丹尼爾·凱斯 《獻給阿爾吉儂的花束》
- 伊莉莎白·穆恩（英语：Elizabeth Moon）《黑暗的速度》
- 李察·麥森 《我是傳奇》
- 尼尔·斯蒂芬森《潰雪》
- 丹·西蒙斯《海柏利昂》
- 麥可·克萊頓《侏儸紀公園》《時間線》《奈米獵殺》《恐懼之邦》
- 金·史丹利·羅賓遜 《火星三部曲》

- 杂志：《新奇科幻》（Astounding SF）

### 加拿大
- 罗伯特·J·索耶
  - 《计算中的上帝》(Calculating God)
  - 《星丛》(Starplex)
  - 《终极实验》(The Terminal Experiment)
  - 《原始人类》、《混血》
  - 《金羊毛》(Golden Fleece)